# Habenaria maitlandii
Espèce
Synonymes
- Bilabrella maitlandii (Summerh.) Szlach. & Kras-Lap.[1]

Statut de conservation UICN

 CR A1c, B1+2c, D : 
En danger critique
Habenaria maitlandii Summerh. est une espèce de plantes de la famille des Orchidaceae et du genre Habenaria, présente en Afrique tropicale.

## Étymologie
Son épithète spécifique maitlandii rend hommage au botaniste britannique Thomas Douglas Maitland qui collecta les premiers spécimens au Cameroun en 1931.

## Description
Habenaria maitlandii est une herbe terrestre d'environ 32 cm de haut avec des fleurs blanches à courts racèmes

## Distribution et écologie
Découverte par Maitland en 1931 à Nchang près de Bamenda (crête d'Ijim), Habenaria maitlandii a longtemps été considérée comme une plante endémique du Cameroun. Dans l'intervalle de nouveaux spécimens ont été trouvés sur d'autres sites, en 1961 au Nigeria, près d'Ibadan, et peut-être en 1999 au Gabon à Pointe Denis, mais l'identification de cette dernière collection reste sujette à caution. L'espèce est néanmoins considérée comme en danger critique d'extinction.